# Edward Luttwak

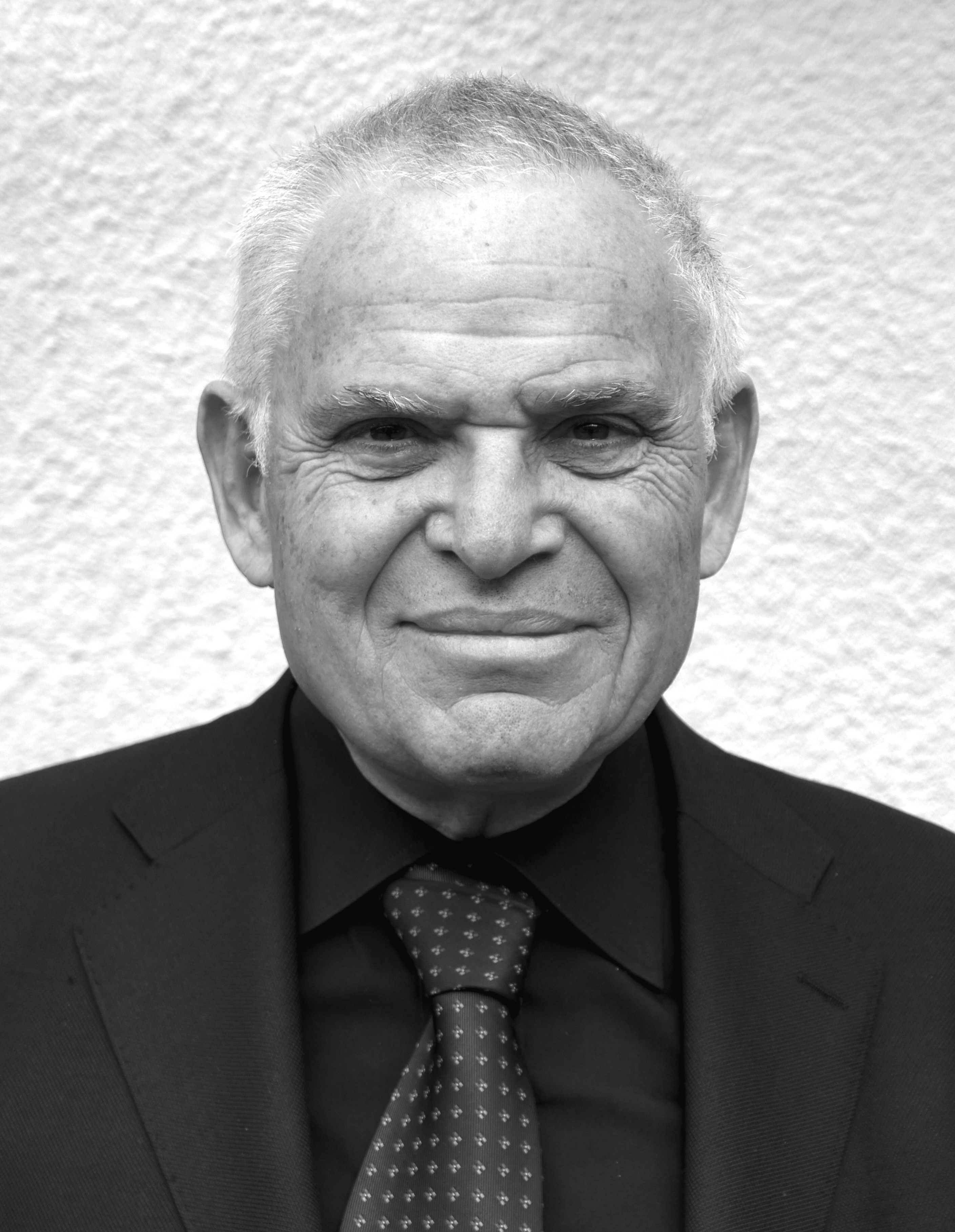
Edward Luttwak, 2010

Edward Nicolae Luttwak (* 4. November 1942 in Arad, Rumänien) ist ein rumänisch-US-amerikanischer Militärstratege, Politikwissenschaftler und Historiker, der Monografien zur Militärstrategie und zur Geschichte der internationalen Beziehungen veröffentlicht hat. Er ist auch Regierungs- und Unternehmensberater.
Er ist Vorsitzender im Vorstand der Aircraft Purchase Fleet Limited (APFL), einer Leasinggesellschaft für Flugzeuge, und Leiter einer ökologischen Musterfarm im Amazonasgebiet.

## Frühe Jahre und Bildungsweg
Luttwak wurde als Sohn einer jüdischen Familie in Arad geboren und wuchs in Italien und England auf. Nach der Grundschule in Palermo, Sizilien, besuchte er das Carmel College und die Quintin Grammar School in England, wo er auch die militärische Grundausbildung in der British Army erhielt. Danach besuchte er die London School of Economics. Er schloss seine Studien 1964 mit einem  Abschluss in Analytischer Ökonomie ab.
Nach Tätigkeiten in London, Paris, und Jerusalem zog er 1972 in die USA, um dort an der Johns Hopkins University seine Studien fortzusetzen, die er mit 1975 mit seiner Promotion abschloss. Seine erste Stelle als Universitätsdozent erhielt er an der University of Bath. Später lehrte er  an der Johns Hopkins und an der Georgetown University. Er stand in enger Verbindung mit dem Center for Strategic and International Studies in Washington, D.C.

## Berufliche Laufbahn
Er diente als Berater für das Office of the Secretary of Defense, das National Security Council, das United States Department of State, die United States Navy, die United States Army, die United States Air Force und verschiedene NATO-Verteidigungsämter. In seiner Mitarbeit für das OSD/Net Assessment half er bei der Entwicklung des aktuellen Manöver-Kriegsführungs-Konzepts, arbeitete für TRADOC, führte das Konzept des operational level of war in die Militärdoktrin der USA ein, schrieb das erste Handbuch für die Joint Special Operations Agency und wirkte am Konzept der Rapid-Deployment Force mit (später U.S. Central Command), das für das Office of the Secretary of Defense International Security Affairs entwickelt wurde.
Luttwak war häufig als Referent und Berater tätig und ist für seine innovativen politischen Ideen bekannt. Er wies zum Beispiel darauf hin, dass die Versuche von Großmächten, regionale Konflikte zu lösen, oft dazu führen, diese Konflikte zu verlängern. Sein Buch Coup d’État: A Practical Handbook  wurde mehrfach nachgedruckt und in 18 Sprachen übersetzt. Sein bekanntes Werk Strategy: The Logic of War and Peace wird Kursen an Universitäten und Hochschulen zugrunde gelegt und ist ebenfalls in mehreren Sprachen erschienen.
Das Buch The Grand Strategy of the Roman Empire from the First Century AD to the Third (1976) schildert den Wandel der Herrschaftsform des Römischen Reichs von der hegemonialen zur territorialen Macht. Es ist unter Althistorikern umstritten; Luttwak wird hier als Außenseiter wahrgenommen. Dennoch wurde das Werk beachtet und auch geschätzt, da es auf unkonventionelle Art grundlegende Fragen zur römischen Armee und Grenzverteidigung behandelt und neue Diskussionen angestoßen hat. Seit den 1980er Jahren publizierte Luttwak auch Artikel über Byzanz. 2009 erschien seine Monografie The Grand Strategy of the Byzantine Empire, in der Luttwak die Diplomatie als byzantinische Kernkompetenz zur Konfliktlösung in den Vordergrund stellt. Dem niederländischen Historiker Jona Lendering zufolge ist dieses Buch zu offensichtlich als Ratgeber für die Bush-Administration nach den Terroranschlägen vom 11. September 2001 konzipiert, um als ernsthafter historischer Beitrag gelten zu können.

## Schriften

### Monografien
- Coup d’État: A Practical Handbook. London 1968, ISBN 0-674-17547-6. Überarbeitete Auflagen: Cambridge, MA, 1979; London, 1979; Sydney, 1979, London, 2016.
  - Der Coup d’Etat oder Wie inszeniert man einen Staatsstreich. Rowohlt, Reinbek bei Hamburg 1969
- A Dictionary of Modern War. London 1971, ISBN 0-7139-0130-6.
- The Strategic Balance, 1972. New York 1972, ISBN 0-912050-33-0.
- The Political Uses of Sea Power. Baltimore 1974, ISBN 0-8018-1658-0.
- The US – USSR Nuclear Weapons Balance. Beverly Hills 1974, ISBN 0-8039-0096-1.
- The Grand Strategy of the Roman Empire from the First Century AD to the Third. Baltimore 1976, ISBN 0-8018-2158-4.
- Strategic Power: Military Capabilities and Political Utility. Kalifornien 1976, ISBN 0-8039-0659-5.
- Sea Power in the Mediterranean: Political Utility and Military Constraints. Kalifornien 1979, ISBN 0-8191-6010-5.
- mit Dan Horowitz: The Israeli Army. Cambridge, Massachusetts 1983, ISBN 0-06-012723-6.
- The Grand Strategy of the Soviet Union. London 1983, ISBN 0-312-34260-8.
- The Pentagon and the Art of War. New York 1984, ISBN 0-671-61770-2.
- Strategy and History. New Jersey 1985, ISBN 0-88738-065-4.
- Strategy: The Logic of War and Peace. Cambridge, Massachusetts 1987, ISBN 0-674-00703-4.
  - Strategie: Die Logik von Krieg und Frieden, zu Klampen Verlag, Springe 2003, ISBN 3-934-92012-8
- The Endangered American Dream: How To Stop the United States from Being a Third World Country and How To Win the Geo-Economic Struggle for Industrial Supremacy. New York 1993, ISBN 0-671-86963-9.
  - Weltwirtschaftskrieg. Export als Waffe – aus Partnern werden Gegner. Rowohlt, Reinbek bei Hamburg 1994, ISBN 3-498-03883-4
- Turbo-Capitalism: Winners and Losers in the Global Economy. New York 1999, ISBN 0-06-019330-1.
  - Turbo-Kapitalismus. Gewinner und Verlierer der Globalisierung. Europa-Verlag, Hamburg Wien 1999, ISBN 3-203-79549-3
- Strategy: The Logic of War and Peace. Rev.Enlarged Edition Cambridge, Massachusetts 2002, ISBN 978-0-674-00703-1.
- The Grand Strategy of the Byzantine Empire. Cambridge, Massachusetts 2009, ISBN 978-0-674-03519-5.
- The Rise of China vs. the Logic of Strategy. Cambridge, Massachusetts 2012, ISBN 978-0-674-06642-7.
- mit Eitan Shamir: The Art of Military Innovation. Lessons from the Israel Defense Forces. Harvard University Press, Boston 2023, ISBN 978-0-674-66005-2.

### Aufsätze (Auswahl)
- Give War a Chance. In: Foreign Affairs. Juli 1999, abgerufen am 27. November 2022.
- Iraq: The Logic of Disengagement. (PDF) In: Foreign Affairs. Januar 2005, abgerufen am 27. November 2022.
- The middle of nowhere. In: Prospect. Mai 2007, abgerufen am 27. November 2022.
- Why China Will Not Become the Next Global Power… But It Could. In: Infinity Journal. Fall 2011.